# Chiclete com Banana
Chiclete com Banana (Portugiesisch für Kaugummi mit Banane) ist eine brasilianische Musikgruppe (Axé) bestehend aus Bell Marques, Wadinho Marques, Rey, Waltinho Cruz, Deny und Lelo. Das erste Album der Band „Traz os montes“ erschien im Jahr 1982.

## Diskografie

### Alben
- 1983: Traz Os Montes
- 1983: Estação Das Cores
- 1984: Energia
- 1985: Sementes
- 1986: Fissura
- 1987: Gritos De Guerra
- 1988: Fé Brasileira
- 1989: Tambores Urbanos
- 1990: Toda Mistura Será Permitida
- 1991: Jambo
- 1992: Classificados
- 1993: Chiclete Com Banana (BR: Gold)[1]
- 1994: 13
- 1995: Banana Coral (BR: Gold)
- 1996: Menina Dos Olhos
- 1997: Para Ti (BR: Gold)
- 1997: É Festa (Ao Vivo) (BR: Platin)
- 1998: Bem Me Quer (BR: Gold)
- 1999: Borboleta Azul (BR: Gold)
- 2000: São João De Rua
- 2000: Chiclete
- 2001: Santo Protetor
- 2003: Chiclete Na Caixa Banana No Cacho (Ao Vivo)
- 2004: Sou Chicleteiro (BR: Gold)
- 2005: Chiclete na Ponta da Lingua
- 2007: Tabuleiro Musical (BR: Gold)

### Singles
- 2004: 100% Você (BR: Gold)

### Videoalben
- 2003: Chiclete Na Caixa Banana No Cacho (Ao Vivo) (BR: Platin)